# Coppa panamericana femminile under 18 di pallavolo 2015
La Coppa panamericana femminile under 18 di pallavolo 2015 si è svolta dal 17 al 22 marzo 2015 a L'Avana, a Cuba: al torneo hanno partecipato otto squadre nazionali Under-18 nordamericane e sudamericane e la vittoria finale è andata per la seconda volta all'Argentina.

## Impianti
|                                                                                      |  |  |
|                                                                                      |  |  |
| Coliseo de la Ciudad Deportiva Città: L'Avana Capienza: 15 000 Anno d'apertura: 1958 |  |  |

## Regolamento

### Formula
Le squadre hanno disputato una prima fase a gironi con formula del girone all'italiana; al termine della prima fase:
- Le prime tre classificate di ogni girone hanno acceduto alla fase finale per il primo posto, strutturata in quarti di finale, a cui hanno partecipato solo le seconde e le terze classificate, semifinali, finale per il quinto posto, finale per il terzo posto e finale.

### Criteri di classifica
Se il risultato finale è stato di 3-0 sono stati assegnati 3 punti alla squadra vincente e 0 a quella sconfitta, se il risultato finale è stato di 3-1 sono stati assegnati 3 punti alla squadra vincente e 1 a quella sconfitta, se il risultato finale è stato di 3-2 sono stati assegnati 2 punti alla squadra vincente e 1 a quella sconfitta.
L'ordine del posizionamento in classifica è stato definito in base a:
- Numero di partite vinte;
- Punti;
- Ratio dei punti realizzati/subiti;
- Ratio dei set vinti/persi;
- Risultati degli scontri diretti.

## Squadre partecipanti
| Squadra         | Qualificazione      | Ultima partecipazione |
| --------------- | ------------------- | --------------------- |
| Argentina       | -                   | Guatemala 2013        |
| Cile            | -                   | Guatemala 2013        |
| Costa Rica      | -                   | Messico 2011          |
| Cuba            | Paese organizzatore | Debutto               |
| Messico         | -                   | Messico 2011          |
| Perù            | -                   | Guatemala 2013        |
| Porto Rico      | -                   | Guatemala 2013        |
| Rep. Dominicana | -                   | Guatemala 2013        |

## Torneo

### Fase a gironi
| Girone A        | Girone B   |
| --------------- | ---------- |
| Argentina       | Cile       |
| Messico         | Costa Rica |
| Perù            | Cuba       |
| Rep. Dominicana | Porto Rico |

#### Girone A

##### Risultati
| 17 marzo 2015 Coliseo de la Ciudad Deportiva, L'Avana Durata: 1h:18 - Spettatori: 150 | Argentina       | 0 - 3 | Perù            | 19-25, 22-25, 24-26               |
| 17 marzo 2015 Coliseo de la Ciudad Deportiva, L'Avana Durata: 1h:09 - Spettatori: 250 | Rep. Dominicana | 3 - 0 | Messico         | 25-21, 25-13, 25-16               |
| 18 marzo 2015 Coliseo de la Ciudad Deportiva, L'Avana Durata: 1h:15 - Spettatori: 200 | Messico         | 0 - 3 | Argentina       | 11-25, 18-25, 18-25               |
| 18 marzo 2015 Coliseo de la Ciudad Deportiva, L'Avana Durata: 1h:06 - Spettatori: 250 | Perù            | 0 - 3 | Rep. Dominicana | 15-25, 9-25, 14-25                |
| 19 marzo 2015 Coliseo de la Ciudad Deportiva, L'Avana Durata: 2h:13 - Spettatori: 200 | Messico         | 3 - 2 | Perù            | 25-21, 25-21, 23-25, 20-25, 15-13 |
| 19 marzo 2015 Coliseo de la Ciudad Deportiva, L'Avana Durata: 2h:09 - Spettatori: 250 | Rep. Dominicana | 3 - 2 | Argentina       | 21-25, 25-23, 23-25, 25-19, 15-5  |

##### Classifica
| Pos | Squadra         | Pt | G | V | P | SV | SP | Ratio | PF  | PS  | Ratio |
| --- | --------------- | -- | - | - | - | -- | -- | ----- | --- | --- | ----- |
| 1   | Rep. Dominicana | 13 | 3 | 3 | 0 | 9  | 2  | 4,500 | 259 | 185 | 1,400 |
| 2   | Argentina       | 7  | 3 | 2 | 1 | 5  | 6  | 0,833 | 237 | 232 | 1,022 |
| 3   | Perù            | 7  | 3 | 1 | 2 | 5  | 6  | 0,833 | 219 | 248 | 0,883 |
| 4   | Messico         | 3  | 3 | 0 | 3 | 3  | 8  | 0,375 | 205 | 255 | 0,804 |

#### Girone B

##### Risultati
| 17 marzo 2015 Coliseo de la Ciudad Deportiva, L'Avana Durata: 1h:03 - Spettatori: 200 | Costa Rica | 0 - 3 | Cile       | 11-25, 11-25, 6-25                |
| 17 marzo 2015 Coliseo de la Ciudad Deportiva, L'Avana Durata: 1h:39 - Spettatori: 250 | Cuba       | 3 - 1 | Porto Rico | 25-18, 25-12, 18-25, 25-18        |
| 18 marzo 2015 Coliseo de la Ciudad Deportiva, L'Avana Durata: 1h:07 - Spettatori: 160 | Costa Rica | 0 - 3 | Porto Rico | 13-25, 10-25, 14-25               |
| 18 marzo 2015 Coliseo de la Ciudad Deportiva, L'Avana Durata: 1h:10 - Spettatori: 200 | Cuba       | 3 - 0 | Cile       | 25-13, 25-17, 25-13               |
| 19 marzo 2015 Coliseo de la Ciudad Deportiva, L'Avana Durata: 2h:10 - Spettatori: 150 | Cile       | 2 - 3 | Porto Rico | 21-25, 31-29, 19-25, 25-22, 13-15 |
| 19 marzo 2015 Coliseo de la Ciudad Deportiva, L'Avana Durata: 0h:53 - Spettatori: 200 | Cuba       | 3 - 0 | Costa Rica | 25-2, 25-6, 25-11                 |

##### Classifica
| Pos | Squadra    | Pt | G | V | P | SV | SP | Ratio | PF  | PS  | Ratio |
| --- | ---------- | -- | - | - | - | -- | -- | ----- | --- | --- | ----- |
| 1   | Cuba       | 14 | 3 | 3 | 0 | 9  | 1  | 9,000 | 243 | 135 | 1,800 |
| 2   | Porto Rico | 9  | 3 | 2 | 1 | 7  | 5  | 1,400 | 264 | 239 | 1,105 |
| 3   | Cile       | 7  | 3 | 1 | 2 | 5  | 6  | 0,833 | 227 | 219 | 1,037 |
| 4   | Costa Rica | 0  | 3 | 0 | 3 | 0  | 9  | 0,000 | 84  | 225 | 0,373 |

### Fase finale
|  | Quarti | Quarti     | Quarti |  |  | Semifinali | Semifinali      | Semifinali |  |                 | Finale          | Finale          | Finale |
|  |        |            |        |  |  |            |                 |            |  |                 |                 |                 |        |
|  |        |            |        |  |  | 1A         | Rep. Dominicana | 3          |  |                 |                 |                 |        |
|  |        |            |        |  |  | 1A         | Rep. Dominicana | 3          |  |                 |                 |                 |        |
|  |        |            |        |  |  | 2B         | Porto Rico      | 2          |  |                 |                 |                 |        |
|  | 2B     | Porto Rico | 3      |  |  | 2B         | Porto Rico      | 2          |  |                 |                 |                 |        |
|  | 2B     | Porto Rico | 3      |  |  |            |                 |            |  |                 |                 |                 |        |
|  | 3A     | Perù       | 1      |  |  |            |                 |            |  |                 |                 |                 |        |
|  | 3A     | Perù       | 1      |  |  |            |                 |            |  | 1A              | Rep. Dominicana | 2               |        |
|  |        |            |        |  |  |            |                 |            |  | 1A              | Rep. Dominicana | 2               |        |
|  |        |            |        |  |  |            |                 |            |  |                 | 2A              | Argentina       | 3      |
|  |        |            |        |  |  |            |                 |            |  |                 | 2A              | Argentina       | 3      |
|  |        |            |        |  |  |            |                 |            |  |                 |                 |                 |        |
|  |        |            |        |  |  |            |                 |            |  |                 |                 |                 |        |
|  |        |            |        |  |  | 1B         | Cuba            | 1          |  | Finale 3° posto | Finale 3° posto | Finale 3° posto |        |
|  |        |            |        |  |  | 1B         | Cuba            | 1          |  |                 |                 |                 |        |
|  |        |            |        |  |  | 2A         | Argentina       | 3          |  |                 | 2B              | Porto Rico      | 0      |
|  | 2A     | Argentina  | 3      |  |  |            | Argentina       | 3          |  |                 | 2B              | Porto Rico      | 0      |
|  | 2A     | Argentina  | 3      |  |  |            |                 |            |  | 1B              | Cuba            | 3               |        |
|  | 3B     | Cile       | 0      |  |  |            |                 |            |  |                 | Cuba            | 3               |        |
|  | 3B     | Cile       | 0      |  |  |            |                 |            |  |                 |                 |                 |        |

#### Quarti di finale
| 20 marzo 2015 Coliseo de la Ciudad Deportiva, L'Avana Durata: 1h:48 - Spettatori: 200 | Porto Rico | 3 - 1 | Perù | 25-22, 14-25, 25-20, 26-24 |
| 20 marzo 2015 Coliseo de la Ciudad Deportiva, L'Avana Durata: 1h:08 - Spettatori: 200 | Argentina  | 3 - 0 | Cile | 25-14, 25-14, 25-17        |

#### Semifinali
| 21 marzo 2015 Coliseo de la Ciudad Deportiva, L'Avana Durata: 2h:02 - Spettatori: 250 | Rep. Dominicana | 3 - 2 | Porto Rico | 21-25, 26-28, 25-15, 25-18, 15-9 |
| 21 marzo 2015 Coliseo de la Ciudad Deportiva, L'Avana Durata: 1h:36 - Spettatori: 250 | Cuba            | 1 - 3 | Argentina  | 15-25, 13-25, 25-18, 22-25       |

#### Finale 3º posto
| 22 marzo 2015 Coliseo de la Ciudad Deportiva, L'Avana Durata: 1h:11 - Spettatori: 255 | Porto Rico | 0 - 3 | Cuba | 21-25, 22-25, 16-25 |

#### Finale
| 22 marzo 2015 Coliseo de la Ciudad Deportiva, L'Avana Durata: 1h:58 - Spettatori: 200 | Rep. Dominicana | 2 - 3 | Argentina | 25-17, 21-25, 25-13, 23-25, 8-15 |

### Finali 5º e 7º posto
|  | Semifinali | Semifinali | Semifinali |      |         | Finale 5º posto | Finale 5º posto | Finale 5º posto |  |
|  |            |            |            |      |         |                 |                 |                 |  |
|  | Messico    | Messico    | 3          |      |         |                 |                 |                 |  |
|  | Messico    | Messico    | 3          |      |         |                 |                 |                 |  |
|  | Cile       | Cile       | 0          |      |         |                 |                 |                 |  |
|  | Cile       | Cile       | 0          |      | Messico | Messico         | 2               |                 |  |
|  |            |            |            |      | Messico | Messico         | 2               |                 |  |
|  |            |            | Perù       | Perù | 3       |                 |                 |                 |  |
|  | Costa Rica | Costa Rica | Perù       | Perù | 3       | 0               |                 |                 |  |
|  | Costa Rica | Costa Rica |            |      |         | 0               |                 |                 |  |
|  | Perù       | Perù       | 3          |      |         | Finale 7º posto | Finale 7º posto | Finale 7º posto |  |
|  | Perù       | Perù       | 3          |      |         |                 |                 |                 |  |
|  |            |            |            |      |         |                 |                 |                 |  |
|  |            |            |            |      |         | Cile            | Cile            | 3               |  |
|  |            |            |            |      |         | Cile            | Cile            | 3               |  |
|  |            |            |            |      |         | Costa Rica      | Costa Rica      | 0               |  |

#### Semifinali
| 21 marzo 2015 Coliseo de la Ciudad Deportiva, L'Avana Durata: 1h:13 - Spettatori: 150 | Messico    | 3 - 0 | Cile | 25-15, 25-22, 25-23 |
| 21 marzo 2015 Coliseo de la Ciudad Deportiva, L'Avana Durata: 0h:57 - Spettatori: 150 | Costa Rica | 0 - 3 | Perù | 6-25, 18-25, 5-25   |

#### Finale 7º posto
| 22 marzo 2015 Coliseo de la Ciudad Deportiva, L'Avana Durata: - - Spettatori: - | Cile | 3 - 0 | Costa Rica | 25-0, 25-0, 25-0 |

#### Finale 5º posto
| 22 marzo 2015 Coliseo de la Ciudad Deportiva, L'Avana Durata: 2h:19 - Spettatori: 150 | Messico | 2 - 3 | Perù | 25-27, 26-24, 25-20, 23-25, 12-15 |

## Classifica finale
| Pos     | Squadra         | Rosa |
| ------- | --------------- | --- |
| Oro     | Argentina       | Formazione: 1 González, 4 Meinardi, 5 Biain, 6 Salinas, 7 Benítez, 8 Churín, 9 Tosi, 10 Nota, 11 Corbalán, 13 Germanier, 14 Beltramino, 15 Corzo, CT: Silvestre      |
| Argento | Rep. Dominicana | Formazione: 2 Guillén, 4 Peralta, 5 Jorge, 6 Reyes, 8 Martínez, 12 Lalane, 13 Matos, 14 Pérez, 15 Hernández, 16 González, 18 Alcántara, 19 Rosario, CT: Ceccato      |
| Bronzo  | Cuba            | Formazione: 3 Pérez, 5 Casanova, 6 A.C. Fernández, 7 Palma, 8 Aguilera, 9 Cesé, 10 Medina, 11 Moreno, 13 Herrera, 15 Massip, 16 Agüero, 17 Suárez, CT: T. Fernández  |
| 4.      | Porto Rico      | Formazione: 1 Ortiz, 2 G. Ramos, 3 Santos, 4 Hollingsworth, 6 A. Ramos, 7 Salas, 8 Fuentes, 9 Coronel, 10 Bermúdez, 11 Peta, 13 Justiniano, 14 Serra, CT: Aponte     |
| 5.      | Perù            | Formazione: 1 Gutiérrez, 3 Regalado, 4 Abreu, 5 Carrasco, 6 Guerrero, 7 Magallanes, 9 Valencia, 10 Castillo, 12 Leyva, 14 de la Peña, 15 Zea, 17 Sánchez, CT: García |
| 6.      | Messico         | Formazione: 3 Salinas, 5 Arreola, 6 Mireles, 8 Gómez, 9 García, 10 Siller, 11 Rodríguez, 12 Nájera, 16 Muñoz, 17 Flores, 18 Amaro, 20 Pérez, CT: Naranjo             |
| 7.      | Cile            | Formazione: 1 Allendes, 2 Reyes, 3 Carvajal, 4 Martí, 5 Hamann, 6 Morales, 7 Agurto, 8 Brendel, 9 Vorpahl, 10 Achondo, 11 Ramírez, 12 Gómez, CT: Jáuregui            |
| 8.      | Costa Rica      | Formazione: 5 Espinoza, 6 Solís, 8 Castro, 9 V. Monge, 10 D. Monge, 11 Rodríguez, 14 Font, 15 Soto, 16 Obando, 17 Solano, 21 Cubillo, 25 Johnson, CT: López          |

## Premi individuali[2]
| Premio                 | Nome               | Squadra         |
| ---------------------- | ------------------ | --------------- |
| MVP                    | Anahí Tosi         | Argentina       |
| Miglior realizzatrice  | Massiel Matos      | Rep. Dominicana |
| Miglior servizio       | Natalia Martínez   | Rep. Dominicana |
| Miglior difesa         | Valentina González | Argentina       |
| Miglior ricevitrice    | Diaris Pérez       | Cuba            |
| Miglior palleggiatrice | Azul Benítez       | Argentina       |
| Miglior opposto        | Massiel Matos      | Rep. Dominicana |
| Miglior schiacciatrice | Diaris Pérez       | Cuba            |
| Miglior schiacciatrice | Aidachi Agüero     | Cuba            |
| Miglior centrale       | Lisbeth Rosario    | Rep. Dominicana |
| Miglior centrale       | Diana de la Peña   | Perù            |
| Miglior libero         | Marla Arreola      | Argentina       |